# Belcanto Classic
De Belcanto Classic is een wielerkoers in Westouter in de Belgische provincie West-Vlaanderen. 
De wedstrijd is in 1995 begonnen als een weddenschap tussen Guido Belcanto en een aantal streekgenoten. Op den duur is de wedstrijd uitgegroeid tot een evenement met maximaal 499 deelnemers. Het parcours bestaat uit 7 ronden van 8,2 km en wordt gereden op de laatste maandag van augustus. 
In principe mag iedereen met een leeftijd hoger dan 15 jaar aan de wedstrijd deelnemen. Volgens de wedstrijdreglementen is de Belcanto Classic "een wielerevenement voor alle ‘ware’ liefhebbers van de fiets". Vergunninghouders worden uitgesloten van deelname. De organisatoren kunnen uitzonderingen toestaan en bepaalde profrenners of andere vergunninghouders expliciet uitnodigen. 
Ieder jaar nodigt de organisatie bekende personen uit om  mee te doen. In het verleden hebben Renaat Landuyt, Karl Vannieuwkerke, Patrick Lefevere, Nico Mattan, Peter Farazijn en Frank Vandenbroucke meegedaan.
De Belcanto-Classic is bedoeld als een ludiek gebeuren, daarom zijn er speciale prijzen voor onder meer de meest sexy renner, de moedigste deelnemer, de mooiste outfit, de pechvogel van de dag, de grootste zweter en de mooiste bierbuik.

## Lijst van winnaars
- 1995: Guido Belcanto
- 1996: Klaas Ryckeboer
- 1997: Steve Barbry
- 1998: Piet Herreman
- 1999: Piet Herreman
- 2000: Piet Herreman
- 2001: Christophe Sohier
- 2002: Giovanni Vandamme
- 2005 Gino Seynaeve
- 2006: Wouter Neuville
- 2009: Frank Vandenbroucke